# James H. Slater

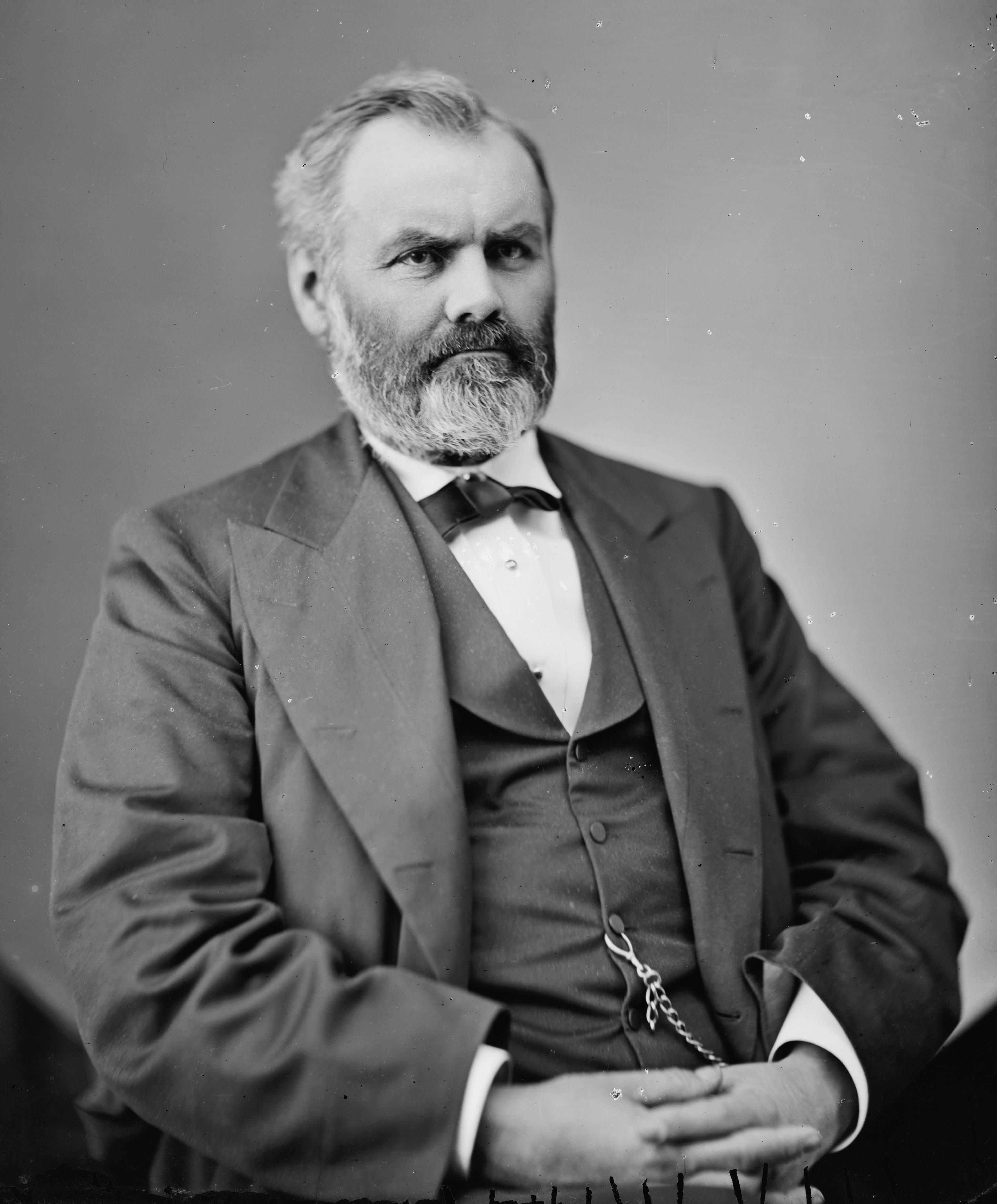
James H. Slater

James Harvey Slater (* 28. Dezember 1826 bei Springfield, Illinois; † 28. Januar 1899 in La Grande, Oregon) war ein US-amerikanischer Politiker (Demokratische Partei), der den Bundesstaat Oregon in beiden Kammern des US-Kongresses vertrat.
Slater besuchte die Schulen seiner Heimat im Sangamon County. 1849 zog er zunächst nach Kalifornien, ehe er sich 1850 in Corvallis im Oregon-Territorium niederließ. Dort studierte er Jura und wurde 1854 in die Anwaltskammer aufgenommen. Von 1853 bis 1856 war er als Sekretär am Bezirksgericht des Benton County angestellt.
Als Politiker war er zunächst Mitglied der Territoriallegislative von 1857 bis 1858, ehe er nach der Aufnahme Oregons in die Union von 1859 bis 1860 dem Repräsentantenhaus des neuen Bundesstaates angehörte. Im selben Zeitraum fungierte er als Postmeister von Corvallis; außerdem gab er dort die Zeitung Corvallis Union heraus. Bis 1863 arbeitete Slater in der Folge wieder als Anwalt, ehe er nach Walla Walla im Washington-Territorium weiterzog; später kehrte er nach Oregon zurück, wo er zunächst in Auburn und schließlich in La Grande im Union County lebte. Dort wurde er 1868 Bezirksstaatsanwalt für den fünften Gerichtsbezirk von Oregon; im selben Jahr war er für die Demokraten Mitglied des Electoral College, das jedoch nicht den in seinem Bundesstaat siegreichen Horatio Seymour, sondern den Republikaner Ulysses S. Grant zum US-Präsidenten wählte.
Am 4. März 1871 nahm James Slater seinen Sitz im US-Repräsentantenhaus in Washington ein. Nach einer zweijährigen Amtsperiode verließ er den Kongress wieder und arbeitete als Anwalt in La Grande. 1878 gewann er die Wahl zum US-Senator für Oregon, was er vom 4. März 1879 bis zum 3. März 1885 blieb. Im Anschluss war er wieder als Jurist tätig und gehörte von 1889 bis 1891 der staatlichen Eisenbahnkommission von Oregon an.